# Perry Johnson
Perry Johnson (født 23. marts 1977 i Edmonton, Canada) er en canadisk ishockeyspiller der fra sæsonen 2007-08 spiller for Rødovre Mighty Bulls i Superisligaen. Hans foretrukne position på isen er back. 
Han spillede junior-hockey i WHL og har også spillet to sæsoner på det canadiske landshold.
Han kom til Rødovre efter en sæson i norsk ishockey hvor han spillede for Storhamar Dragons.